# Air Inuit
Air Inuit Ltd, действующая как Air Inuit, — канадская авиакомпания, выполняющая регулярные и чартерные пассажирские и грузовые авиаперевозки в основном между населёнными пунктами северной части провинции Квебек. Штаб-квартира перевозчика находится в городе Дорваль, портом приписки и главным транзитным узлом компании является Аэропорт Кууджуак.

## История
Авиакомпания Air Inuit была основана в 1978 году и начала свою работу с одного воздушного судна De Havilland Canada DHC-2 Beaver. В настоящее время Air Inuit находится в коллективной собственности коренного народа Нунавика инуитов. Подчинена управляющей компании Makivik Corporation.

## Маршрутная сеть
По состоянию на ноябрь 2006 Air Inuit выполняла регулярные рейсы в следующие аэропорты:
- Ньюфаундленд и Лабрадор
  - Вабуш — Аэропорт Вабуш

- Нунавут
  - Саникилуак — Аэропорт Саникилуак

- Квебек
  - Экаливик — Аэропорт Экаливик
  - Опалак — Аэропорт Опалак
  - Инукжуак — Аэропорт Инкжак
  - Ивадживик — Аэропорт Ивадживик
  - Канджиксуаладжджуак — Аэропорт Канджиксуаладжджуак Джорджс-Ривер
  - Кангиксужуак — Аэропорт Кангиксужуак
  - Кангирсук — Аэропорт Кангирсук
  - Кууджуак — Аэропорт Кууджуак
  - Кууджджуарапик — Аэропорт Кууджджуарапик
  - Рэдиссон — Аэропорт Ла-Гранд-Ривьера
  - Монреаль — Международный аэропорт имени Пьера Эллиота Трюдо
  - Павирнитак — Аэропорт Павирнитак
  - Коктак — Аэропорт Коктак
  - Квебек — Международный аэропорт имени Жана Лесажа
  - Соллуит — Аэропорт Соллуит
  - Шеффервилл — Аэропорт Шеффервилл
  - Сет-Иль — Аэропорт Сет-Иль
  - Умиуяк — Аэропорт Умиуяк

Компания выполняет чартерные рейсы по всем направлениям в Канаде, а также в приграничные аэропорты Соединённых Штатов.

## Флот
По состоянию на сентябрь 2008 года воздушный флот авиакомпании Air Inuit составляли следующие самолёты:
В парке авиакомпании Air Inuit также находится вертолёт Eurocopter Ecureuil (Aerospatiale ASTAR 350).